# Sahamalaza
Sahamalaza (Frans: Péninsule Sahamalaza) is een schiereiland van Madagaskar gelegen in het district Ambanja in de regio Diana. 
Het ligt ten zuiden van de eilanden Nosy Be en Nosy Komba en ten noorden van de Radamaeilanden. De grootste stad op het schiereiland is Anorotsangana met 5250 inwoners.